# Gonomyia (Leiponeura) phoracantha
Gonomyia (Leiponeura) phoracantha is een tweevleugelige uit de familie steltmuggen (Limoniidae). De soort komt voor in het Oriëntaals gebied.